# A Foggy Day
«A Foggy Day» (с англ. — «Туманный день») — популярная песня, написанная Джорджем Гершвином на слова Айры Гершвина. Песня была представлена Фредом Астером в фильме 1937 года «Девичьи страдания». Коммерческая запись Астера для Brunswick была очень популярна в 1937 году.
Первоначально песня называлась «A Foggy Day (In London Town)» в связи со смогом, вызванным загрязнением воздуха, который был обычным явлением в Лондоне в тот период, и до сих пор часто используются под полным названием.
Песня со временем стала джазовым стандартом и вошла в репертуар многих артистов, включая таких как Фрэнк Синатра, Элла Фицджеральд Чарльз Мингус, Луи Армстронг, Билли Холидей, Кармен Макрей, Джуди Гарленд, Джордж Бенсон, Сара Воан и Тони Беннетт.